# Duitsland op de Europese kampioenschappen atletiek 2010
Duitsland werd vertegenwoordigd door 74 atleten op de Europese kampioenschappen atletiek 2010.

## Deelnemers
| Onderdeel            | Mannen                                                                                       | Vrouwen                                                                                        |
| -------------------- | -------------------------------------------------------------------------------------------- | ---------------------------------------------------------------------------------------------- |
| 100 m                | Tobias Unger Alexander Kosenkow Christian Blum                                               | Verena Sailer Anne Möllinger Yasmin Kwadwo                                                     |
| 200 m                | Sebastian Ernst Daniel Schnelting                                                            |                                                                                                |
| 800 m                |                                                                                              | Claudia Hoffmann                                                                               |
| 1500 m               | Carsten Schlangen Moritz Waldmann                                                            |                                                                                                |
| 5000 m               | Arne Gabius                                                                                  | Sabrina Mockenhaupt                                                                            |
| 10000 m              | Jan Fitschen Christian Glatting Filmon Ghirmai                                               | Sabrina Mockenhaupt                                                                            |
| Marathon             | Martin Beckmann Tobias Sauter                                                                |                                                                                                |
| 100 m horden         |                                                                                              | Carolin Nytra Cyndi Roleder Nadine Hildebrand                                                  |
| 110 m horden         | Alexander John Matthias Bühler                                                               |                                                                                                |
| 400 m horden         |                                                                                              | Fabienne Kohlmann                                                                              |
| 3000 m steeple       | Steffen Uliczka                                                                              |                                                                                                |
| 20 km snelwandelen   | André Höhne Maik Berger                                                                      | Melanie Seeger                                                                                 |
| 50 km snelwandelen   | Christopher Linke André Höhne                                                                |                                                                                                |
| Hoogspringen         |                                                                                              | Ariane Friedrich                                                                               |
| Polsstokhoogspringen | Malte Mohr Raphael Holzdeppe Fabian Schulze                                                  | Silke Spiegelburg Carolin Hingst Elizaveta Ryjikh                                              |
| Verspringen          | Christian Reif                                                                               | Bianca Kappler Nadja Käther                                                                    |
| Hink-stap-springen   |                                                                                              | Katja Demut                                                                                    |
| Kogelstoten          | Ralf Bartels David Storl                                                                     | Nadine Kleinert Petra Lammert Denise Hinrichs                                                  |
| Discuswerpen         | Robert Harting Markus Münch Martin Wierig                                                    | Nadine Müller Sabine Rumpf                                                                     |
| Hamerslingeren       | Markus Esser                                                                                 | Betty Heidler Kathrin Klaas                                                                    |
| Speerwerpen          | Matthias de Zordo                                                                            | Christina Obergföll Katharina Molitor Linda Stahl                                              |
| Zevenkamp            |                                                                                              | Jennifer Oeser Maren Schwerdtner Claudia Rath                                                  |
| 4x100 m              | Tobias Unger Alexander Kosenkow Christian Blum Martin Keller Sebastian Ernst Marius Broening | Verena Sailer Anne Möllinger Yasmin Kwadwo Marion Wagner Katja Tengel Carolin Nytra            |
| 4x400 m              | Kamghe Gaba Thomas Schneider Eric Krüger Jonas Plass Bastian Swillims                        | Esther Cremer Claudia Hoffmann Janin Lindenberg Wiebke Ullmann Fabienne Kohlmann Jill Richards |

## Resultaten

### 100m

#### Mannen
- Tobias Unger
  - Ronde 1:10.35 (Q)
  - Halve finale: 20ste in 10.52 (NQ)
- Alexander Kosenkow
  - Ronde 1: 10.44 (Q)
  - Halve finale: 12de in 10.38 (NQ)
- Christian Blum
  - Ronde 1: 10.57 (Q)
  - Halve finale: 24ste in 10.69 (NQ)

#### Vrouwen
- Verena Sailer
  - Reeksen: 11,27 (Q)
  - Halve finale: 1ste in 11,06 (Q)
  - Finale:  in 11,10 (PB)
- Anne Möllinger
  - Reeksen: 11,51 (q)
  - Halve finale: 16de in 11,60 (NQ)
- Yasmin Kwadwo
  - Reeksen: 11,68 (NQ)

### 110m horden mannen
- Alexander John
  - Reeksen: 8ste in 13,61 (q)
  - Halve finale: 6de in 13,56 (Q)
  - Finale: 8ste in 13,71
- Matthias Bühler
  - Reeksen: 9de in 13,62 (q)
  - Halve finale: 12de in 13,99 (NQ)

### 100m horden vrouwen
- Carolin Nytra
  - Reeksen: 4de in 12,89(Q)
  - Halve finale: 2de in 12,75 (Q)
  - Finale:  in 12,68
- Cyndi Roleder
  - Reeksen: 12de in 13,19 (q)
  - Halve finale: gediskwalificeerd
- Nadine Hildebrand
  - Reeksen: 15de in 13,25 (Q)
  - Halve finale: 8ste met 12,96 (PB) (q)
  - Finale: 8ste in 13,08

### 200m mannen
- Sebastian Ernst
  - Reeksen: 7de in 20,72 (Q)
  - Halve finale: 16de in 20,95 (NQ)
- Daniel Schnelting
  - Reeksen: 18de in 20,98 (NQ)

### 800m vrouwen
- Claudia Hoffmann
  - Ronde 1: 2:01.19 (NQ)

### 1500m mannen
- Carsten Schlangen
  - Reeksen: 5de in 3.41,65 (Q)
  - Finale:  in 3.43,52
- Moritz Waldmann
  - Reeksen: 25ste in 3.48,60 (NQ)

### 3000m steeple mannen
- Steffen Uliczka
  - Reeksen: 8ste met 8.30,61 (Q)
  - Finale: 7de met 8.25,39 (PB)

### 5000m mannen
- Arne Gabius
  - Reeksen: 13de in 13.39,78(q)
  - Finale: 12de in 13.59,11

### 20 km snelwandelen

#### Mannen
Maik Berger: 16de in 1:25.01

#### Vrouwen
- Melanie Seeger: 4de in 1:29.43

### 50km snelwandelen
- Christopher Linke: opgave
- André Höhne: 7de in 3:49.29

### 400m horden vrouwen
- Fabienne Kohlmann:
  - Ronde 1: 55.69 (Q)
  - Halve finale: 9de in 55,49 (PB) (NQ)

### 10000m

#### Mannen
- Christian Glatting: 9de in 29:09.84
- Filmon Ghirmai: 15de in 29:28.31

#### Vrouwen
- Sabrina Mockenhaupt:6de in 32.06,02

### 4x100m

#### Mannen
- Reeksen: 1ste in 38,75 (Q)
- Finale:  in 38,44

#### Vrouwen
- Reeksen: gediskwalificeerd

### 4x400m

#### Mannen
- Reeksen: 2de in 3.03,83 (Q)

#### Vrouwen
- Reeksen: 4de in 3.28,67 (Q)
- Finale:  in 3.24,07

### Kogelstoten

#### Mannen
- Ralf Bartels
  - Kwalificatie: 2de met 20,37m (Q)
  - Finale:  met 20,93m
- David Storl
  - Kwalificatie: 5de met 20,24m (Q)
  - Finale: 5de met 20,57m

#### Vrouwen
- Denise Hinrichs
  - Kwalificatie: 17,72m (Q)
  - Finale: 18,48m (8ste)
- Nadine Kleinert
  - Kwalificatie: 18,98m (Q)
  - Finale: 18,94m (7de)
- Petra Lammert
  - Kwalificatie: 18,48m (Q)
  - Finale: 18,94m (6de)

### Hamerslingeren

#### Mannen
- Markus Esser
  - Kwalificatie: 71,89m (NQ)

#### Vrouwen
- Betty Heidler
  - Kwalificatie: 71,85m (Q)
  - Finale:  met 76,38m (SB)
- Kathrin Klaas
  - Kwalificatie: 65,82m (NQ)

### Verspringen

#### Mannen
- Christian Reif
  - Kwalificatie: 2de met 8,27m (=EL) (Q)
  - Finale:  met 8,47m (WL CR PB)

#### Vrouwen
- Bianca Kappler
  - Kwalificatie: 6,50m (NQ)
- Nadja Käther
  - Kwalificatie: 6,61m (NQ)

### Discuswerpen

#### Mannen
- Robert Harting
  - Kwalificatie: 1ste met 66,93m (Q)
  - Finale:  met 68,47m
- Markus Münch
  - Kwalificatie: 24ste met 58,81m (NQ)
- Martin Wierig
  - Kwalificatie: 9de met 62,57m (q)
  - Finale: 7de met 63,32m

#### Vrouwen
- Sabine Rumpf
  - Kwalificatie: 58,41m (q)
  - Finale: 7de met 58,89m
- Nadine Müller
  - Kwalificatie: 60,54m (Q)
  - Finale: 8ste met 57,78m

### Speerwerpen

#### Mannen
- Matthias de Zordo
  - Kwalificatie: 3de met 82,34m (Q)
  - Finale:  met 87,81m (PB)

#### Vrouwen
- Christina Obergföll
  - Kwalificatie: 65,05m (Q)
  - Finale:  met 65,58m
- Katharina Molitor
  - Kwalificatie: 59,74m (Q)
  - Finale: 4de met 63,81m
- Linda Stahl
  - Kwalificatie: 57,42m (q)
  - Finale:  met 66,81m (PB)

### Hink-stap-springen vrouwen
- Katja Demut
  - Kwalificatie: geen geldige sprong

### Hoogspringen vrouwen
- Ariane Friedrich
  - Kwalificatie: 1,92m (Q)
  -  met 2,01m

### Polsstokspringen

#### Mannen
- Raphael Holzdeppe: 9de met 5,60m
- Fabian Schulze: 6de met 5,70m (=SB)

#### Vrouwen
- Silke Spiegelburg
  - Finale:  met 4,65m
- Carolin Hingst
  - Finale: 11de met 4,35m
- Elizaveta Ryjikh
  - Finale:  met 4,65m (PB)

### Zevenkamp
- Jennifer Oeser
  - 100m horden: 13,37 (PB) (1069ptn)
  - Hoogspringen: 1,83m (SB) (1016ptn)
  - Kogelstoten: 13,82m (SB) (782ptn)
  - 200m: 24,07 (PB) (974ptn)
  - Verspringen: 6,68m (PB) (1066ptn)
  - Speerwerpen: 49,17m (PB) (844ptn)
  - 800m: 2.12,28 (SB) (932ptn)
  - Eindklassement:  met 6683ptn (PB)

- Maren Schwerdtner
  - 100m horden: 13,63 (1031ptn)
  - Hoogspringen: 1,74m (SB) (903ptn)
  - Kogelstoten: 13,56m (765ptn)
  - 200m: 24,37 (SB) (945ptn)
  - Verspringen: 6,34m (PB) (956ptn)
  - Speerwerpen: 45,27m (SB) (769ptn)
  - 800m: 2.21,86 (798ptn)
  - Eindklassement: 9de met 6167ptn (PB)

- Claudia Rath
  - 100m horden: 13,96 (PB) (984ptn)
  - Hoogspringen: 1,80m (SB) (978ptn)
  - Kogelstoten: 12,41m (PB) (688ptn)
  - 200m: 24,55 (929ptn)
  - Verspringen: 6,44m (988ptn)
  - Speerwerpen: 39,13m (651ptn)
  - 800m: 2.15,24 (889ptn)
  - Eindklassement: 11de met 6107ptn (PB)

Albanië · Andorra · Armenië · Azerbeidzjan · België · Bosnië en Herzegovina · Bulgarije · Cyprus · Denemarken · Duitsland · Estland · Finland · Frankrijk · Georgië · Gibraltar · Griekenland · Groot-Brittannië · Hongarije · Ierland · IJsland · Israël · Italië · Kroatië · Letland · Liechtenstein · Litouwen · Luxemburg · Macedonië · Malta · Moldavië · Monaco · Montenegro · Nederland · Noorwegen · Oekraïne · Oostenrijk · Polen · Portugal · Roemenië · Rusland · San Marino · Servië · Slovenië · Slowakije · Spanje · Tsjechië · Turkije · Wit-Rusland · Zweden · Zwitserland